# Вик-де-Шасне
Вик-де-Шасне́ (фр. Vic-de-Chassenay) — коммуна во Франции, находится в регионе Бургундия. Департамент коммуны — Кот-д’Ор. Входит в состав кантона Семюр-ан-Осуа. Округ коммуны — Монбар.
Код INSEE коммуны — 21676.

## Население
Население коммуны на 2010 год составляло 230 человек.
| 1962 | 1968 | 1975 | 1982 | 1990 | 1999 | 2010 |
| ---- | ---- | ---- | ---- | ---- | ---- | ---- |
| 286  | 279  | 245  | 213  | 264  | 254  | 230  |

## Экономика
В 2010 году среди 139 человек трудоспособного возраста (15—64 лет) 109 были экономически активными, 30 — неактивными (показатель активности — 78,4 %, в 1999 году было 63,8 %). Из 109 активных жителей работали 105 человек (60 мужчин и 45 женщин), безработных было 4 (2 мужчин и 2 женщины). Среди 30 неактивных 9 человек были учениками или студентами, 15 — пенсионерами, 6 были неактивными по другим причинам.